# Словесные названия российского оружия/Б
Словесные названия российского оружия
А
Б
В
Г
Д
Е
Ё
Ж
З
И
К
Л
М
Н
О
П
Р
С
Т
У
Ф
Х
Ц
Ч
Ш
Щ
Э
Ю
Я
- «Бабочка» — фугасная противопехотная мина ПФМ-1 («Лепесток»)
- «Багарий» — бронежилет
- «Багет» — цифровая ТРС станция Р-417
- «Багет» — серия военных ЭВМ
- «Багет» — корабельная станция спутниковой связи Р-795-80
- «Багира» — 9-мм самозарядный пистолет МР-444
- «Багира» — 140-мм танковая пушка
- «Багульник» — гиперзвуковая зенитная управляемая ракета («Сосна»)
- «Багульник» — портативная КВ радиостанция Р-143
- «Багульник» — техническая система охраны периметра
- «База» — прибор гироскопической стабилизации для зенитных управляемых ракет
- «База» — корабельная РЛС управления огнём ЗРК (МПЗ-301)
- «База» — самолётный радиолокационный дальномер СРД-5А
- «База» — комплекс пассивной локации ПВО
- «Базальт» — противокорабельная ракета П-500 (4К80)
- «Базальт» — корабельное радиоприёмное устройство
- «Базальт» — засекречивающая аппаратура связи Т-244
- «Базальт» — опытный рейдовый тральщик проекта 1254
- «Байгыш» — очки ночного видения, ночные бинокли
- «Байкал» — судоподъёмное судно проекта 05410 (проект)
- «Байкал» — АСУ зенитно-ракетной бригады (ракетного полка) 73Н6
- «Байкал» — поисково-прицельный комплекс вертолёта Ка-25ПЛ
- «Байкал» — радиолокационный комплекс ЗСУ-37-2
- «Байкал» — проект лёгкого вертолёта Ка-11
- «Байкал» — первоначально предлагавшееся название космического корабля «Буран»
- «Байкал» — многоразовый ракетный ускоритель
- «Байкал» — пистолет ИЖ-70
- «Байкал» — фототелевизионная аппаратура для космического аппарата «Зенит-2»
- «Байкал» — специальный поезд (бронесостав)
- «Байкал» — необитаемый боевой модуль АУ220М с 57-мм пушкой 2А91
- «Байконур» — шахтная пусковая установка для РН «Днепр»
- «Байонет» — комплекс информационно-технических средств поддержки принятия и реализации решений
- «Баклан» — авиационная УКВ радиостанция
- «Баклан» — ТРС станция Р-408
- «Баклан» — корабельная РЛС
- «Баклан» — авиационный скафандр
- «Баксанец» — 9-мм пистолет-пулемёт ОЦ-39П (ТКБ-0247)
- «Баку» — эскадренный миноносец II серии проекта 38-бис
- «Баку» — авиационная система дальней навигации/прицельно-поисковая система
- «Бал» — береговой ракетный комплекс 3К60
- «Балансир» — корабельный тепловой имитатор
- «Балашов» — реактивный пехотный огнемёт унифицированный РПО-У
- «Балеринка» — 30-мм авиационная автоматическая пушка 9А-4071
- «Балкан» — 40-мм автоматический станковый гранатомёт АСПГ (6Г27)
- «Балканы» — армейский штабной самолёт Ту-134А
- «Баллада» — армейский информационный комплекс
- «Баллиста» — аппаратура контроля и тестирования каналов связи СБУ РВСН
- «Балтика» — корабельная МР-2ПВ и береговая навигационная РЛС
- «Балхаш» — отдельный радиотехнический узел (объект 1291, ОС-2)
- «Бамбук» — синхронизирующая аппаратура (единое время)
- «Банан» — модифицированный танк Т-72-120/Т-72Э
- «Банан» — антенна широкодиапазонная
- «Банкер» — авиационная бортовая МВ-ДЦВ радиостанция Р-999
- «Бант» — защищённый авиационный бортовой самописец
- «Бант» — танковая УКВ радиостанция
- «Бард» — тепловизионный наблюдательный прибор 1ПН82
- «Баргузин» — проект БЖРК
- «Баргузин» — радиостанция Р-141Д
- «Барий» — самолётный радиолокационный запросчик-ответчик (СРЗО) системы государственного опознавания
- «Барий» — авиационная телевизионная система
- «Барк» — корабельная система кругового обзора
- «Барк» — ракетный комплекс Д-19УТТХ с морской МБР 3М91 (РСМ-52В)
- «Баркас» — ручной противотанковый гранатомёт РПГ-32 (6Г40)
- «Бармица» — комплект боевой экипировки для военнослужащих
- «Бармица» — портативная КВ радиостанция
- «Барнаул» — автоматизированная система управления переносным зенитно-ракетным комплексом
- «Барнаул» — комплекс средств разведки и управления ПВО
- «Барракуда» — подводная лодка проекта 945
- «Баррикада» — 23-мм патрон со стальной остроконечной пулей для КС-23
- «Баррикада» — корабельный ПУС
- «Барс» — автомобиль УАЗ-3159
- «Барс» — танк Т-80У-М1
- «Барс» — бортовая авиационная РЛС Н011
- «Барс» — базовая автоматизированная рабочая станция (наземный сегмент БПЛА «Грант»)
- «Барс» — РЛС управления огнём МР-103 (АУ АК-725)
- «Барс» — авиационная РЛС управления оружием
- «Барс» — неуправляемая авиационная ракета АРЗОС-212
- «Барс» — боевой нож
- «Барс» — СВП
- «Барс» — название типа подводных лодок 1920 — 1930-х годов
- «Барсук» — подвижный узел связи на базе УАЗ-3159
- «Барсук» — единый пулемёт АЕК-999 на базе ПКМ производства Ковровского механического завода
- «Барсук» — самолёт М-203 (проект)
- «Бархан» — армейский полноприводный автомобиль на базе ГАЗ-66
- «Бархан» — экспериментальный автомобиль на шасси КамАЗ-43501
- «Барьер» — носимая станция спутниковой связи Р-438
- «Барьер» — РЛС ПВО
- «Барьер» — ПКП РВСН на базе МАЗ-543 («Гранит»)
- «Барьер» — ПТРК боевых машин (с ПТУР Р-2)
- «Барьер» — система радиолокационного и визуального наблюдения
- «Барьер» — зональная система ПРО (проект)
- «Барьер» — авиационная станция РЭБ СБ-1
- «Басня» — КУВ 9К116-3 (9М117; ЗУБК10-3) для БМП-3
- «Басня» — многокупольная парашютно-реактивная система П-235
- «Бастион» — комплекс средств автоматизации командного пункта зоны ПВО
- «Бастион» — стационарный береговой ракетный комплекс
- «Бастион» — танковый и артиллерийский КУВ 9К116-1 (9М117М; ЗУБК-10М)
- «Басурманин» — армейский нож
- «Басурманин» — БМП-1АМ — модернизация БМП-1 с заменой башни на дистанционно управляемый боевой модуль от БТР-82А
- «Батрак» — комплекс обеспечения средств управления и связи
- «Баттерфляй» — пограничный сторожевой корабль
- «Бахча» — боевая машина десанта БМД-3, БМД-4
- «Бахча-У» — универсальный боевой модуль
- «Баян» — КВ радиостанция большой мощности Р-135 на шасси Урал-375Д
- «Беглянка» — БРЭМ-Л на базе БМП-3
- «Бегущая косуля» — 5,6-мм однозарядная произвольная винтовка БК-2 («Бегущий кабан»)
- «Бегущий кабан» — 5,6-мм однозарядная произвольная винтовка БК-3 и БК-5
- «Бегущий олень» — 7,62-мм спортивная произвольная винтовка БО-59
- «Безмолвие» — малошумная телеуправляемая противолодочная торпеда (опытная)
- «Бейсур» — корабельный навигационный комплекс
- «Бекас» — самолёт-амфибия Бе-103
- «Бекас» — ракета-мишень на базе ЗУР В-880М (С-200)
- «Бекас» — авиационная радиостанция
- «Бекас» — БПЛА
- «Бекас» — комплекс технических средств передачи видео- и тепловизионной информации (15Э1836)
- «Бекас-Авто» — серия гладкоствольных полуавтоматических ружей, производства завода «Молот»
  - «Бекас-12М Авто» — 12 калибр
  - «Бекас-16М Авто» — 16 калибр
- «Белград» — 122-мм РСЗО (белорусская модификация БМ-21)
- «Белка» — ракета-мишень РМ-207А-У
- «Белка» — 140-мм реактивный снаряд М-14-С (химический)
- «Белка» — радиостанция военной разведки 4ТУД
- «Белка» — лёгкая подвижная малоканальная УКВ радиорелейная станция Р-401М
- «Белозер» — аппаратура космической связи Р-438У
- «Белозер» — командно-штабная машина (КШМ) Р-125Б
- «Бентос-300» — экспериментальные подводные лодки-лаборатории проекта 1603
  - «Бентос» — рабочие подводный аппараты «Бентос-1» и «Бентос-2» для буксировки подводных лодок-лабораторий «Бентос-300»
- «Бердыш» — 9-мм самозарядный пистолет ОЦ-27
- «Берег» — 130-мм береговой самоходный артиллерийский комплекс
- «Берег» — ПУС
- «Берег» — новый боевой модуль для БМД-2М
- «Бережок» — боевой модуль Б05Я01 для БМП-2М и БМП-3
- «Бережок» — модификация бронетранспортёра БТР-90
- «Берёза» — танк Т-80УД (об.478Б)
- «Берёза-Катанная» — опытный основной танк (об. 478Б со сварной башней)
- «Берёза» — авиационная станция предупреждения об облучении РЛС СПО-15
- «Берёза» — командно-штабная машина 1В110/1В110-1 в составе комплекса средств автоматизации управления огнём (КСАУО) артиллерии 1В17 «Машина-Б»
- «Берёза» — стационарная КВ радиостанция Р-140
- «Берёза» — комплекс средств преодоления ПРО на МБР РТ-2
- «Березина» — большой военный транспорт пр.1833 («Пегас»)
- «Береста» — гидроакустический измеритель скорости звука МГ-23 для ПЛ
- «Берилл» — самоходный прибор гидроакустического противодействия МГ-114
- «Берилл» — корабельный КВ радиоприёмник для кораблей типа «крейсер» Р-674
- «Бериллий» — самоходный автоматический прибор гидроакустического противодействия МГ-124
- «Беркут» — активно-импульсный телевизионный прибор ночного видения
- «Беркут» — ЗРК С-25 [SA-1 Guild]
- «Беркут» — ракетный крейсер/большой противолодочный корабль пр. 1134
- «Беркут» — малый ракетный корабль пр. 31513У
- «Беркут» — радиостанция Р-807 (РСБ-70)
- «Беркут» — радиостанция Р-134
- «Беркут» — проект перспективного палубного истребителя С-37 (Су-47)
- «Беркут» — авиационный противолодочный поисково-прицельный комплекс на Ил-38 и Ту-142
- «Беркут» — БПЛА (проект)
- «Берлога» — машина радиационной и химической разведки на базе Т-72
- «Берта» — возимый УКВ радиоприёмник Р-313М
- «Бесстрашие» — лазерный имитатор стрельбы 9Ф824 для стрелкового оружия
- «Бестер» — спасательный подводный аппарат пр. 18270
- «Бета» — бортовой вычислительный комплекс для АСУВ
- «Бета» — цифровая станция каналообразования и коммутации
- «Бета» — АСУ 9В514 на базе МТ-ЛБу
- «Бета» — переносной контрольно-слежечный КВ радиоприёмник Р-312
- «Бета» — 120-мм управляемая мина
- «Бетаир» — самолёт-амфибия Бе-200 («Альтаир», «Иркут»)
- «Бехонда» — 122-мм имитатор воздушной цели ИВЦ-21
- «Биатлон» — 5,6-мм многозарядная спортивная винтовка БИ-4
  - «Биатлон-7-2» — 5,6-мм многозарядная спортивная винтовка БИ-7-2
- «Бизань» — корабельная станция радиотехнической разведки
- «Бизань» — проект возвращаемой авиационно-космической системы
- «Бинокль» — РЛС траекторных измерений
- «Бизон» — 9-мм пистолет-пулемёт ПП-19
- «Бизон» — большой противолодочный корабль пр. 10210 (проект)
- «Бизон» — воздушный командный пункт со спецсвязью Ил-22 (изделие 36 «Бизон»)
- «Бином» — переносная радиостанция Р-107
- «Бином» — корабельная система управления ракетным оружием
- «Бином» — семейство радиотехнических периметровых средств обнаружения на основе линии вытекающей волны (ЛВВ)
- «Бион» — космический комплекс
- «Бирюза» — командная радиолиния управления Э-502-20 (комплекса Э-500)
- «Бирюза» — ПКР 3М-54 (П-10)
- «Бирюза» — РЛС П-3
- «Бирюза» — оптическая система
- «Бирюса» — среднее кабельное судно пр. 1175
- «Бирюса» — 23-мм счетверенная установка (башня) для ЗСУ-23-4М «Шилка»
- «Бирюса» — ЗРК С-300ПТ
- «Бирюса» — электроконтактный датчик для КС-185
- «Битта» — магнитная приёмная антенна
- «Блеск» — светодальномер
- «Блесна» — радиолокационная мишень
- «Блесна» — корабельный радиопередатчик
- «Блик» — ночной бинокль БН-1 (1ПН33Б)
- «Блик» — многоканальная лазерно-лучевая система управления
- «Блок» — бортовая СУ ПКР П-35
- «Блок» — 40-мм противопехотный гранатомёт с дистанционным управлением
- «Блокировка» — корабельная система управления оружием
- «Бобр» — мишенный комплекс 9Ф689 (на базе РСЗО «Град»)
- «Бобр» — нож-мачете (в комплекте ножи «Робинзон» и «Оса»)
- «Богомол» — робот
- «Боек» — электронный кодировочный аппарат
- «Боец» — скоростной патрульный катер проекта 13987
- «Бозон» — авиационная радиостанция
- «Боксёр» — перспективный танк объект 225
- «Болид» — проект ПКР (развитие П-700)
- «Большевик» — торпедный катер проекта 183 [P-6 class]
- «Бомбарда» — опытное 152-мм морское орудие
- «Бор» — прототип космического корабля «Буран» (беспилотный орбитальный ракетоплан)
- «Бор» — авиационный поисковый магнитометр
- «Бор» — система удержания ПЛ в заданном коридоре стрельбы
- «Бор» — автомобильная малоканальная УКВ радиорелейная станция Р-403
- «Борей» — стратегические атомные подводные лодки 4-го поколения проектов 955/09550/09551
  - «Борей-1» — стратегические атомные подводные лодки 4-го поколения проекта 955
  - «Борей-2» — стратегические атомные подводные лодки 4-го поколения проекта 935
  - «Борей-А» — стратегические атомные подводные лодки 4-го поколения проекта 955А
  - «Борей-Б» — стратегические атомные подводные лодки 4-го поколения проекта 955А
- «Борец» — проект учебно-боевого самолёта Т-504
- «Борисполь» — топопривязчик 1Т134
- «Борисполь» — переносной автоматизированный метеорологический комплект (1Б65)
- «Борисфен» — перспективный ракетный комплекс
- «Борит» — общевойсковой титановый защитный шлем 6Б6
- «Бородач» — ручной огнемёт МРО-А
- «Борт» — система траекторного управления (СТУ) самолётов
- «Бот» — буксируемый отводитель торпед
- «Ботинок» — самоходный миномёт 2С32
- «Бра» — аппаратура громкоговорящей и телефонной связи 15Э487
- «Брамос» — экспортная ПКР
- «Браслет» — противодиверсионная ГАС МГ-7
- «Брасс» — ручной противотанковый гранатомет РПГ-29 на станке 6Т16
- «Брат» — малогабаритный БПЛА
- «Брелок» — комплекс средств УКВ радиосвязи
- «Брест» — приборы управления торпедной стрельбой
- «Бриг» — цифровая ТРС станция Р-423-1
- «Бриг» — аппаратура РТР на КА «Целина»
- «Бригантина» — корабельный комплекс радиосвязи
- «Бриз» — семейство корабельных навигационных систем
- «Бриз» — разгонный блок для РН («Протон-М», «Рокот»)
- «Бриза» — КШМ на шасси ГАЗ-66-14
- «Бриллиант» — радиовысотомер малых высот РВ-3
- «Бриллиант» — возбудитель радиопередающих устройств Р-786
- «Бриллиант» — телеграфная аппаратура скрытной связи
- «Брод» — танковая система преодоления водных преград
- «Бронза» — корабельная ГАС МГ-345
- «Броня» — РЛС П-40 (1РЛ111)
- «Броня» — авиационная РЛС
- «Броня» — боевая машина пожарной разведки на базе танка Т-55
- «Броня» — комплекс автоматических телефонных станций дальней засекреченной связи П-179
- «Бросок» — самоходный прибор гидроакустического противодействия МГ-104
- «Брусника» — стационарный КВ радиоприёмник Р-155
- «Брусника» — корабельный КВ радиоприёмник Р-678
- «Брусника» — артиллерийский прицел ночной АПН-6
- «Брусок» — информационно-расчётная система Войск ПВО
- «Буг» — комплекс вооружения (боевой модуль) для бронетехники
- «Буг» — прицел-прибор наведения 1К13-2 для БМП-3
- «Буг» — автоматизированный радиолокационный и связной комплекс П-95 (1РЛ116)
- «Буг» — береговой радиопеленгатор Р-705
- «Будка» — БМД-2 и её боевой модуль
- «Буйвол» — опытный артиллерийский подвижный бронированный наблюдательный пункт АПБНП об. 610
- «Буйность» — бронетранспортёр БТР-80А
- «Бук» — серия ЗРК 9К37М1; 9К37М1-2
- «Бук» — бронированная скрывающаяся пулемётная установка
- «Бук» — командная радиостанция
- «Бук» — танковый прицел-прибор наведения 1К32
- «Бук» — авиационная система улучшения видеоизображений
- «Бук» — 9-мм опытный пистолет-пулемёт ОЦ-22
- «Буквица» — контрольно-проверочная аппаратура РЭБ Л-183-1
- «Букет» — станция прямошумовых помех (СПС-22, СПС-33, СПС-44, СПС-55) самолёта РЭП Ту-16П «Букет» (и сам самолёт), и Як-28ПП
- «Букет» — радиостанция
- «Букет» — наручники конвойные на 5 человек
- «Букет» — опытный пистолет-пулемёт ТКБ-0102
- «Буклет» — танковый многоканальный прицел наводчика
- «Буксир» — контрольно-проверочная машина артвооружения танков (1И37)
- «Булава» — морская МБР Р-30 (РСМ-36)
- «Булава» — аппаратура закрытия информации магистральных линий связи Т-222
- «Булава» — корабельная антенна РТР
- «Булат» — РЛС бокового обзора Б-001 для Як-28БИ
- «Булат» — танк Т-64БМ
- «Булат» — корабельная БИУС (на ПЛ)
- «Булат» — бронетранспортёр
- «Бумеранг» — орбитальный возвращаемый аппарат
- «Бумеранг» — перспективная средняя колёсная унифицированная боевая платформа
- «Бумеранг» — противовертолётная мина ПВМ
- «Бумеранг-БМ» — необитаемый боевой модуль для оснащения боевых машин пехоты К-17, Б-11 и Т-15
- «Бункер» — комплект сооружения
- «Бункер» — автомобильная КВ радиостанция большой мощности радиосетей ГШ Р-100
- «Бункер» — корабельный СДВ радиоприёмник для ПЛ Р-684
- «Бункеровка» — тренажёр 2Х51 для обучения экипажей САУ
- «Бунтарь» — опытный танк об.477 («Боксёр»)
- «Бунтовщик» — стационарная защищённая станция спутниковой связи
- «Бур» — малогабаритный гранатометный комплекс МГК (ГК-62)
- «Бур» — танковый неуправляемый реактивный снаряд
- «Буран» — танковый ночной комплекс ТО1-КО1
- «Буран» — космический корабль многоразового использования 11Ф35 («Рассвет»)
- «Буран» — авиационный РЛК на Ан-72
- «Буран» — армейский грузовой автомобиль (на базе Урала)
- «Буран» — ЗРК
- «Буран» — корабельная станция обнаружения работающих РЛС МРКП-58
- «Буран» — стратегическая крылатая ракета М-40 (РСС-40)
- «Буран» — опытный НАР АРС-240 (С-24)/АРС-280
- «Буран» — автоматизированный комплекс связи надводных кораблей Р-782
- «Буратино» — 220-мм тяжёлая огнемётная система ТОС-1 (об.634)
- «Буревестник» — сторожевые корабли пр. 1135
- «Буревестник» — автомобиль для погранвойск УАЗ-31515
- «Буревестник» — самолёт-снаряд средней дальности П-100 для АПЛ
- «Буревестник» — авиационная автоматическая прицельно-поисковая система (АППС)
- «Буревестник» — навигационная РЛС МР-244М для надводных кораблей
- «Бурея» — корабельный комплекс управления артиллерийским огнём
- «Бурлак» — ракета-носитель запускаемая с самолёта
- «Бурлак» — проект унифицированной танковой башни
- «Бурлаки» — система авиационной буксировки истребителей за Ту-4
- «Бурун» — малый ракетный корабль пр. 1234.1 [Nanushka-III]
- «Бурун» — реактивная противолодочная система РБУ-4500А
- «Бурун» — корабельная РЛС
- «Бурун» — РЛС сопровождения в комплексе С-2 «Сопка»
- «Бурундук» — катер-водитель мишеней пр.1392
- «Буря» — межконтинентальная крылатая ракета В-350 Ла-350
- «Буря» — ракета-носитель (проект)
- «Буря» — авиационная сверхзвуковая КР Х-22 (К-22)
- «Буря» — корабельная система управления огнём РБУ «Смерч-2;3»
- «Буря» — гранатомёт-карабин
- «Буссоль» — стационарная береговая РЛС контроля надводной обстановки МР-232
- «Бустер» — подвижная мастерская техобслуживания и ремонта кабелей связи
- «Бутон» — космический комплекс обнаружения
- «Бутон» — машина связи и управления (РВСН)
- «Бухта» — крейсер управления пр.68У-1 (68У-2) (Жданов)
- «Бухта» — корабельная РЛС
- «Бухта» — корабельная система РЭБ[источник не указан 2610 дней]
- «Буян» — малые артиллерийские корабли пр. 21630
- «Буча» — взрывозащитный комплект
- «Бычок» — палубный штурмовик Ту-91
- «Бычок» — 7,62-мм опытный автомат ТКБ-408-2